# Sussy Dakaro

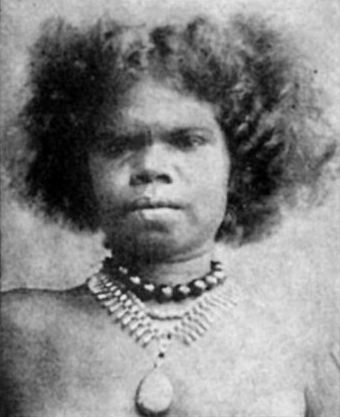
Sussy, gefotografeerd door Carl Günther (Berlijn, 1884)

Sussy Dakaro (ook Tagarah, Princess Tagorah en Susi Dakara) (Palmeilanden ca. 1866 - Wuppertal-Sonnborn 23 juni 1885) was een jonge Manbarra-vrouw die samen met acht andere Aboriginals door de Canadese showman Robert A. Cunningham op etnologische tentoonstellingen in Amerika en Europa werd ‘geëxposeerd’.

## Afkomst en jeugd
Sussy Dakaro werd rond 1866 geboren op een van de Palmeilanden voor de kust van Queensland, Australië. Haar leeftijd werd in 1884 door de Belgische antropologen Émile Houzé en Victor Jacques geschat op 18-20 jaar en door de Duitse antropoloog Rudolf Virchow op 16-18 jaar. Dakaro is gebaseerd op de naam Tagarah, waarmee zij voor het eerst in geschreven bronnen wordt genoemd. Of dit haar oorspronkelijke naam was, is niet duidelijk.
Sussy was vermoedelijk getrouwd met een man die alleen nog bekend is onder de naam Tambo. Ook hij behoorde tot Cunninghams groep. Met Tambo werkte ze rond haar achttiende levensjaar in de parelindustrie in het noordoosten van Australië. Tussen 1850 en 1939 was Australië met een marktaandeel van 70% het parelcentrum van de wereld. Van Broome aan de noordwestkust van de deelstaat West-Australië tot aan Townsville aan de kust van Queensland werd er naar parels gedoken. Het werk aan boord van de parelboten was zwaar en gevaarlijk. De parelmeesters lieten het duiken daarom in het begin bij voorkeur over aan Aboriginals en Zuidzee-eilanders. Vrouwen werden vooral ingezet om de schelpen te verwijderen en schoon te maken.

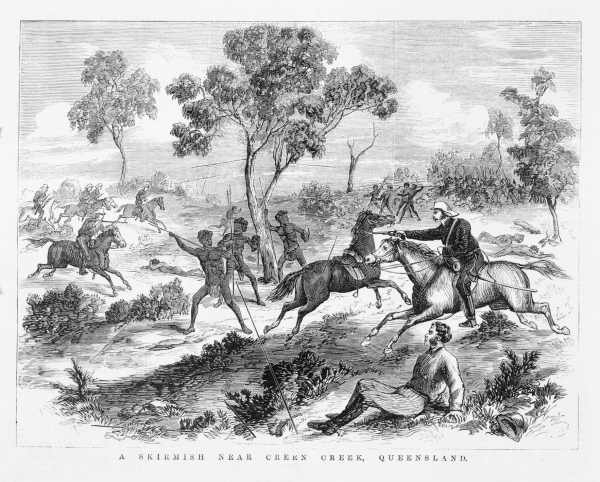
Geweld aan het pioniersfront in Queensland (1876)

Sussy groeide op in een tijd die werd gekenmerkt door geweld, landroof en verdrijving. Queensland was een pioniersfront waar wetteloosheid heerste. Hier verjoegen en doodden zogenoemde squatters (bezetters) de oorspronkelijke bewoners om het land in bezit te kunnen nemen. Zij die overleefden moesten als goedkope of gratis arbeidskrachten in de parelindustrie, op grote veebedrijven of op suikerrietplantages werken. Dat gold ook voor kinderen. Aboriginal vrouwen werden niet zelden seksueel misbruikt en uitgebuit. Door de verdrijving van het land werden de traditionele cultuur en identiteit ernstig ondermijnd, zoniet vernietigd.
Uit een artikel in het tijdschrift The Queenslander van 1 mei 1880 wordt duidelijk hoe Aboriginals aan het pioniersfront werden behandeld.
We gaan, in simpele bewoordingen, als volgt met de aborigines om: Bij de bezetting van nieuw gebied worden de aborigines die er wonen precies hetzelfde behandeld als de wilde beesten of vogels die de kolonisten er mogelijk aantreffen. De Europeanen menen dat de levens en het bezit van de aborigines, de netten, kano’s en wapens waar men net zoveel werk aan heeft besteed als de blanke kolonist aan zijn vee en gebouwen, volledig tot hun beschikking staan. Hun goederen worden afgepakt, hun kinderen met geweld meegenomen, hun vrouwen weggevoerd ... Het kleinste teken van verzet wordt beantwoord door een kogel uit een geweer ... 
Sussy’s latere vertrek naar Amerika en Europa moet binnen deze context worden beschouwd.

## Etnologische tentoonstellingen

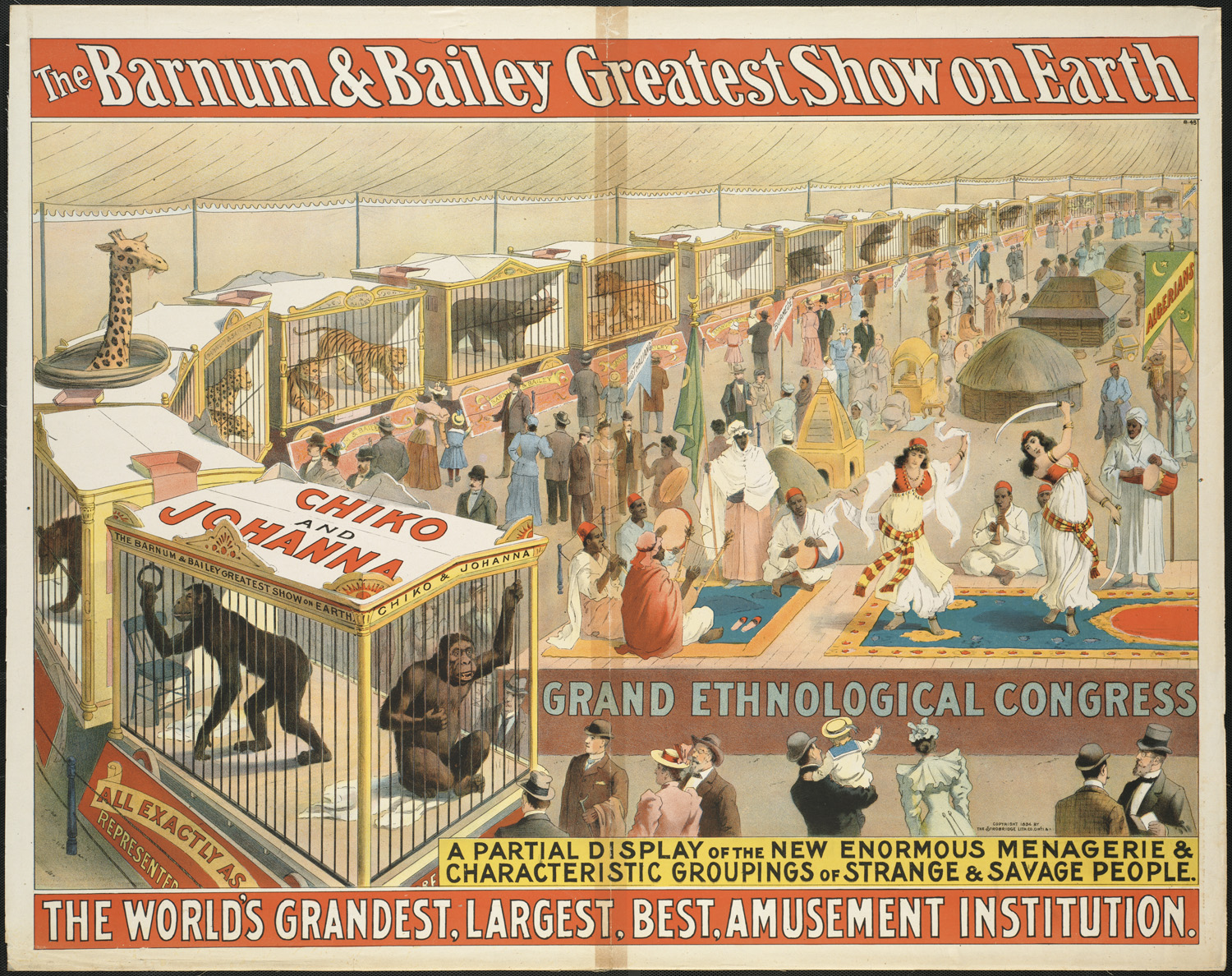
Poster van het Ethnological Congress of Strange and Savage Tribes

Sussy werd in 1883 samen met acht andere personen uit haar regio geronseld door Robert. A. Cunningham, een Canadese showman die rariteitenshows organiseerde en attracties voor circussen en variétéshows regelde. Naar eigen zeggen kreeg Cunningham tijdens een verblijf in Australië van de bekende Amerikaanse circusuitbater Phineas Taylor Barnum de opdracht om Aboriginals te ronselen. Tussen 1883 en 1898 organiseerde Cunningham talloze etnologische tentoonstellingen met Australische Aboriginals in Amerika en Europa. Eerst voor het Ethnological Congress of Strange Tribes als onderdeel van de Barnum & Bailey Greatest Show on Earth, later voor eigen rekening. Hoe Sussy en de anderen in contact kwamen met Cunningham en onder welke omstandigheden zij met hem meegingen, is onbekend.
De groep vertrok op 9 maart 1883 per schip vanuit Sydney naar Auckland, Nieuw-Zeeland, waar ze de eerste keer voor publiek moest optreden. Ze werden gepresenteerd als Black Trackers die het publiek vermaakten met boemerangshows, speerwerpen en corroborees. Daarna ging de reis verder naar Amerika. Om zijn ‘attractie’ nog aantrekkelijker te maken voor het publiek, presenteerde Cunningham de groep als kannibalen en Sussy als ‘Princess Tagarah, daughter of the Cannibal King of North Queensland’. Sussy trad snel naar voren als publiekslieveling en ook binnen de groep was ze erg geliefd.
In november 1883 begon ze te sukkelen met haar gezondheid. Het klimaat speelde haar parten en ze had symptomen die wezen op een longziekte. Een krant kopte ‘The Brightest of the Australian Cannibals Likely to Die of the Climate Here’ (De slimste van de Australische kannibalen sterft waarschijnlijk door klimaat hier). Het artikel vermeldt tevens dat de anderen zich opstandig gedroegen tegenover Cunningham en dat hij daardoor bang was dat hij de controle over de groep zou verliezen als Sussy zou overlijden. Ook andere leden van de groep kregen toenemend te kampen met verkoudheden, maar de optredens gingen gewoon door. In februari van het jaar erop vermeldde de krant Pittsburg Critic dat volgens Cunningham alle leden van de groep wel een of andere vorm van longontsteking hadden. Vooral Tambo was ernstig ziek. Hij overleed op 23 februari 1884 in de Amerikaanse stad Cleveland. Een aantal weken later in Europa stelden de antropologen Houzé en Jacques vast dat Sussy en de rest van de groep nog steeds veel verdriet hadden van het overlijden van Tambo, wat volgens hen tot uitdrukking kwam tijdens de rouwdansen.  

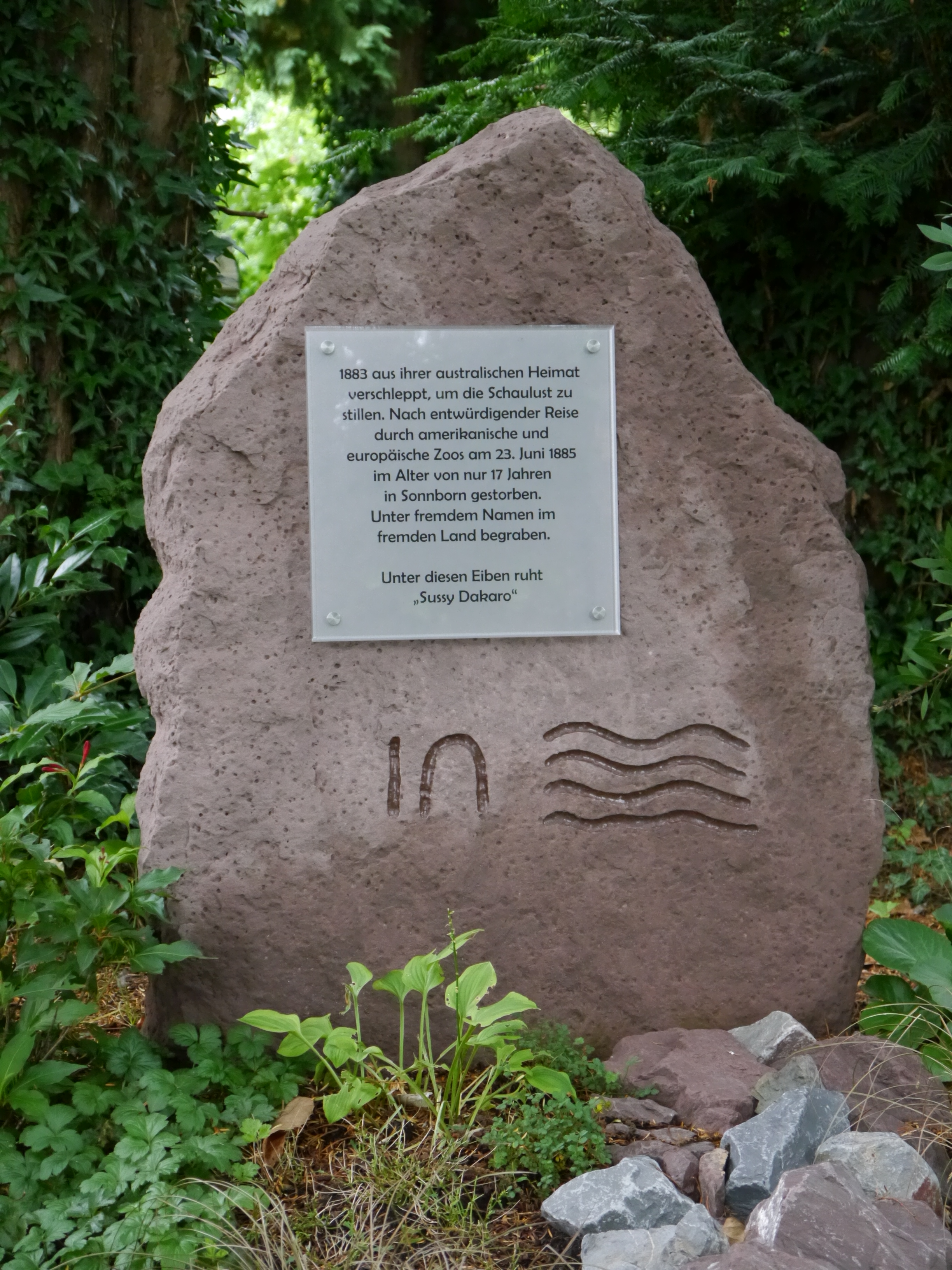
Gedenksteen op het graf van Sussy Dakaro

Ook in Europa vonden in die tijd veelvuldig etnologische tentoonstellingen plaats, waaronder de talloze Völkerschauen van Carl Hagenbeck in Duitsland. Australische Aboriginals waren echter iets nieuws en trokken volop de aandacht, zowel van burgers als van wetenschappers. Antropologen in meerdere landen, zoals Houzé en Jacques in België, Rudolf Virchow in Duitsland en Paul Topinard in Frankrijk onderzochten de groep. Deze was coöperatief, maar liet niet zomaar alles met zich doen. De vrouwen weigerden zich bijvoorbeeld uit te kleden voor Virchow. Uit de berichten van Houzé en Jacques weten we dat Sussy’s gezondheid niet beter werd. Ze ademde zwaar en was er volgens hen het slechtst aan toe van allemaal.
Virchow beschreef Sussy als een knappe vrouw die zich natuurlijk en zelfs sierlijk bewoog. In haar persoon en cultuur toonde hij echter geen interesse. Houzé en Jacques probeerden via het Engels met de groep te communiceren en hun taal te leren, maar bij Virchow bleef het interesse beperkt tot lichaamsmetingen.
In juni arriveerde de groep in het Duitse stadje Elberfeld, dat tegenwoordig een stadsdeel van Wuppertal is. Cunningham had optredens geregeld in de dierentuin van Wuppertal. Het duurde echter tot de 17e voordat de eerste voorstelling plaatsvond, omdat Sussy ziek was. Op 23 juni overleed ze uiteindelijk aan tuberculose. De Elberfelder Zeitung schreef het volgende:
Er heerst diepe rouw onder de bruine gasten van de dierentuin vanwege het zeventienjarige meisje, het sieraad van de groep, dat haar metgezellen volledig in de schaduw stelt wat betreft haar mooie lichaam en de schoonheid van haar gezicht, en dat ‘prinses’ wordt genoemd, omdat het de dochter is van een inheems opperhoofd, dat gisteren onverwacht haar andere metgezellen volgde die tijdens de reis op vreemde aarde stierven. [Ze] was al ziek toen ze aankwam … en had niet eens de kans om hier op te treden. Ze was aan haar bed gekluisterd vanwaar ze door de dood werd gehaald.
Sussy werd begraven op het kerkhof Friedhof Kirchhofstraße in Sonnborn, tegenwoordig eveneens een stadsdeel van Wuppertal. Na haar dood steeg het aantal bezoekers van Cunninghams tentoonstellingen enorm. Duizenden mensen bezochten de dierentuin om de rest van de groep te zien, die met name indruk maakte met boemerangshows. Daarna raakte Sussy in de vergetelheid. Haar graf had geen steen en bleef jarenlang anoniem.

## Postkoloniale verwerking

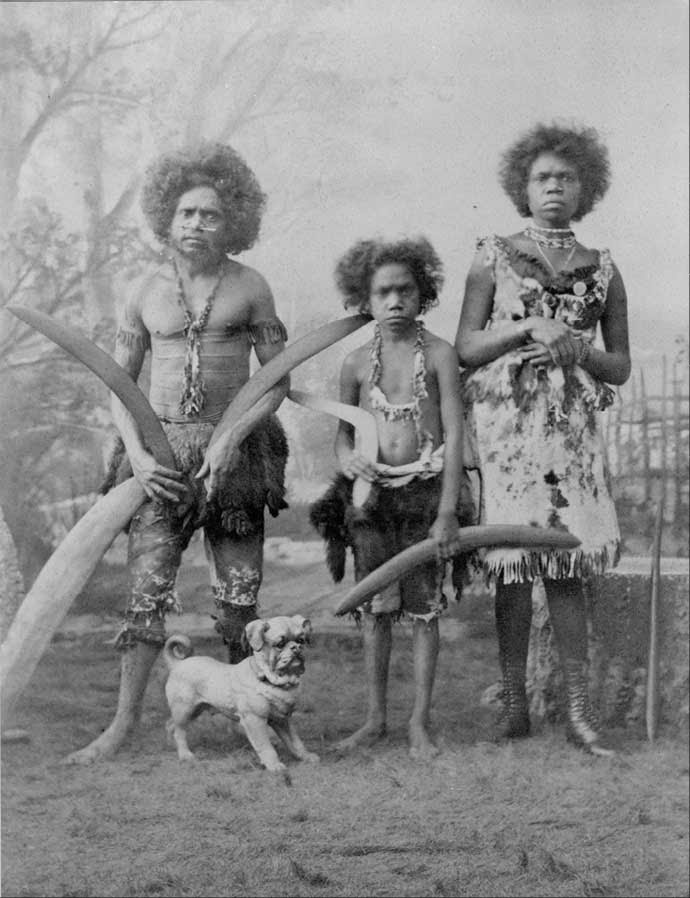
De foto die het begin vormde van Roslyn Poignants zoektocht

Tijdens een groot deel van de 20e eeuw bleef het verhaal van Sussy en haar metgezellen verborgen, totdat de Australische antropologe Roslyn Poignant begin jaren negentig op een foto van de Franse geograaf Roland Bonaparte stuitte. Afgebeeld zijn Billy, Jenny en haar zoontje Toby, metgezellen van Sussy. De foto vormde het begin van een jarenlange zoektocht naar het verhaal achter de foto, dat door Poignant werd opgetekend in het in 2004 verschenen boek Professional Savages – Captive Lives and Western Spectacle. Het kreeg in Europa nauwelijks bekendheid. Wat wel de wereld rondging was het nieuws dat in 1993 het gebalsemde lichaam van Tambo was gevonden in een begrafenisinstituut in Cleveland.  Ook een aantal Nederlandse kranten maakten melding van de repatriëring van het stoffelijk overschot naar Australië in 1994.
In 2015 stuitte een medewerker van het stadsarchief van de Duitse stad Solingen op historisch archiefmateriaal over Sussy en bracht dit onder de aandacht van de lokale journalist Manfred Görgens.
 Er verschenen diverse artikelen in regionale kranten en op 24 mei 2017 werd er een gedenksteen onthuld op het tot dan toe anonieme graf van Sussy.
De tekst, geschreven door Görgens, luidt:
1883 aus ihrer australischen Heimat verschleppt, um die Schaulust zu stillen. Nach entwürdigender Reise durch amerikanische und europäische Zoos am 23. Juni 1885 im Alter von nur 17 Jahren in Sonnborn gestorben. Unter fremden Namen im fremden Land begraben. Unter diesen Eiben ruht “Sussy Dakaro”.
De gedenksteen wordt geplaatst in een tijd, waarin in Duitsland het debat over de teruggave van menselijke resten en objecten uit een koloniale context in volle hevigheid wordt gevoerd. De verwerking van het Duitse koloniale verleden staat op de politieke agenda en vindt uitdrukking in tentoonstellingen, kunstprojecten, documentaires en publieke debatten. In 2019 geeft de Duitse deelstaat Sachsen menselijke resten uit de bestanden van het Museum für Völkerkunde Dresden terug aan nabestaanden uit diverse regio’s in Australië. De repatriëring omvat ook de teruggave van stoffelijke resten van een Aboriginalman die in het bezit waren van de Universiteit van Halle. Het blijkt om Bob te gaan, een metgezel van Sussy die enkele maanden na haar in Chemnitz overleed.
In 2021 spoort journalist Elias Dehnen nabestaanden van Sussy op en ontdekt dat het Museum für Völkerkunde Dresden over gipsen borstbeelden van Sussy en haar metgezellen beschikt die werden vervaardigd in het atelier van het voormalige wassenbeeldenmuseum Castans Panopticum in Berlijn. Dehnen pleit met politieke steun van het Wuppertaalse parlementslid Helge Lindh voor de repatriëring van het stoffelijk overschot van Sussy naar de Palmeilanden. Gesprekken hierover worden gevoerd.